# 木曽電気製鉄
木曽電気製鉄株式会社（旧字体：木曾電氣製鐵株式會社󠄁、きそでんきせいてつかぶしきがいしゃ）は、大正時代に存在した日本の電力会社である。各地で電気事業に関わった実業家福澤桃介が率いた企業で、木曽川・矢作川で電源開発を手がけ、その電力で製鉄事業を起業することを設立の目的とした。
1918年（大正7年）、愛知県の電力会社名古屋電灯の電源開発部門と電気製鉄部門が独立して発足。翌年木曽電気興業株式会社（きそでんきこうぎょう）に改称し、1921年（大正10年）に日本水力とともに傍系の大阪送電へと吸収され、大手電力会社の一つである大同電力株式会社となった。存在した期間が2年半と短く建設した水力発電所は2か所に留まるが、計画した発電所のうちいくつかは後身大同電力の手によって完成した。
関与した発電所はその後の再編を経て関西電力および中部電力に継承されている。また電気製鉄事業は特殊鋼メーカー大同特殊鋼の起源の一つである。

## 会社史

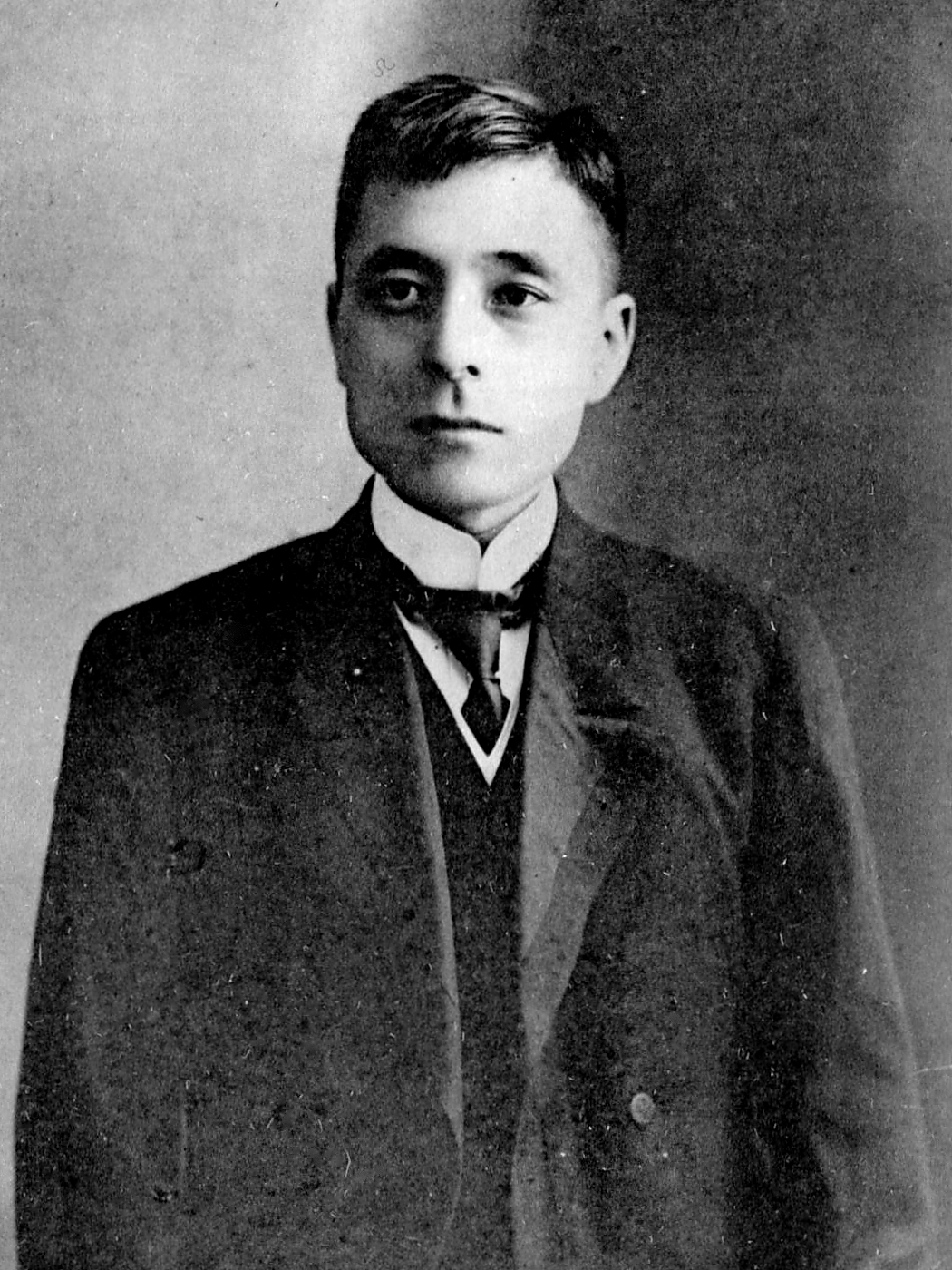
木曽電気製鉄社長福澤桃介

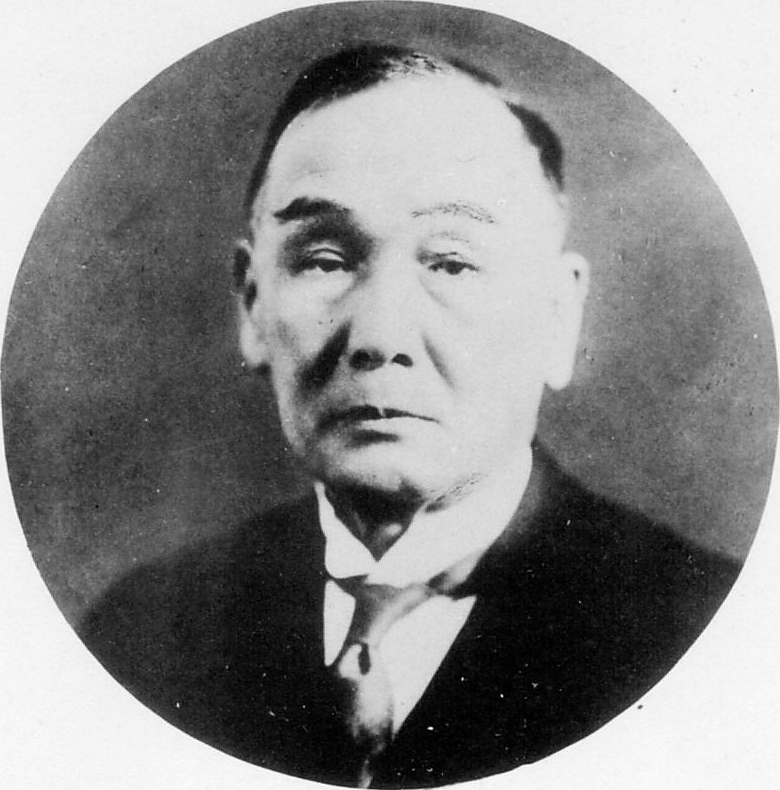
木曽電気製鉄副社長下出民義

木曽電気製鉄株式会社は1918年（大正7年）9月8日、名古屋電灯株式会社の「臨時建設部」および「製鉄部」をもとに設立された。資本金は1700万円で、母体となった名古屋電灯（当時資本金1600万円）よりも大きな会社である。現物出資により名古屋電灯が総株式数34万株のうち16万株を握った。本社を愛知県名古屋市中区南長島町に構え、東京支店を東京市麹町区の東京海上ビルに置いていた。主な役員は取締役社長福澤桃介、同副社長下出民義、常務取締役増田次郎・角田正喬・三根正亮。そのうち福澤は名古屋電灯社長、下出は同社副社長、角田は同社支配人であった。
名古屋電灯から木曽電気製鉄が引き継いだものは、木曽川・矢作川において名古屋電灯が保有していた水利権および建設中の資産と、準備中であった電気製鉄事業に関する資産である。資産評価額は200万円。この時点では、矢作川の串原仮発電所が1918年4月に完成しており送電中であり、木曽川の賤母（しずも）発電所が工事中、大桑発電所が準備工事中であった。一方電気製鉄事業は、名古屋市南区東築地（現・港区竜宮町）に建設していた工場が設立同日に操業を開始したことによりスタートした。
設立翌年の1919年（大正8年）10月20日、木曽電気製鉄から木曽電気興業株式会社に社名を変更。翌11月、出願中発電所の発生電力最大1万8,000キロワットを大阪市・京都市周辺へと供給する目的で京阪電気鉄道関係者との共同出資により大阪送電株式会社を設立し、大阪送電計画にも着手した。これに前後して、1919年7月24日東築地土地株式会社を、1920年（大正9年）1月28日大正土地株式会社をそれぞれ合併し、資本金を1860万円に増資している。
大阪送電設立と時を同じくして、山本条太郎率いる北陸電化と大阪電灯・京都電灯の各社関係者により日本水力株式会社が設立された。同社は北陸地方で発電した電力を京阪方面へ送電する計画を持っており、木曽地方の電力を同じく京阪方面へと送電する計画を持つ木曽電気興業・大阪送電とは事業目的が重複していた。これら3社の合同計画は、1920年春に始まる戦後恐慌を期に浮上する。金融や業界の環境、電力需要の動向から2方面の事業が並立するのは不利かつ困難であると判断されたためであった。木曽・大阪側の社長福澤桃介と日本水力社長の山本との間に協議が持たれた結果、1920年10月8日付で3社は合併契約を締結。木曽電気興業ではこの合併契約を同年11月8日の株主総会にて承認した。木曽電気興業に関する合併条件は、存続会社である大阪送電が3000万円（うち1401万円払込）を増資し、それに伴う新株を解散する木曽電気興業に対し計60万株（30円払込株式37万2000株・12円50銭払込株式22万8000株）交付する、というものであった。また合併前に日本水力の資金拠出により同社株式4万4000株を木曽電気興業株主に取得させる、という事項も付属していた。
3社合併は翌1921年（大正10年）1月20日付で逓信省の認可が下り、同年2月25日付で合併が完了、大阪送電が木曽電気興業・日本水力の2社を吸収合併する形で大同電力株式会社が発足した。大同電力の成立時点で、すでに木曽電気興業の手により1919年11月賤母発電所が竣工しており、2月中に串原発電所も完成、続いて大桑発電所も8月に竣工した。大同電力はこれ以降も水力開発を推進、あわせて大阪・東京方面への送電線を建設し、大正・昭和初期の大手電力会社「五大電力」の一つとして地歩を固めていくことになる。

## 水力開発事業の展開
以下、木曽電気製鉄（木曽電気興業）が関与した木曽川を中心とする水力開発事業と、母体となった名古屋電灯臨時建設部およびその前史について記述する。

### 木曽川開発事始め
1889年（明治22年）に開業した名古屋市の電力会社名古屋電灯は、明治後期になると関東地方で大規模な水力発電事業が計画されているのを踏まえて、従来の火力発電からの脱却を検討するようになる。同社は初め木曽川に着目し測量の準備にかかるが、長良川の開発計画が提起されたため長良川開発に切り替え、1910年（明治43年）3月長良川発電所を完成させた。長良川での事業を進める傍ら、木曽川においても1906年（明治39年）9月、長野県西筑摩郡読書村（よみかき村、現・木曽郡南木曽町読書）から同郡田立村（現・南木曽町田立）に至る区間における水利権を長野県当局に申請、1908年（明治41年）5月に許可を取得した。名古屋電灯にとって最初の木曽川水利権であった。この許可地点を「田立水力」と称する。

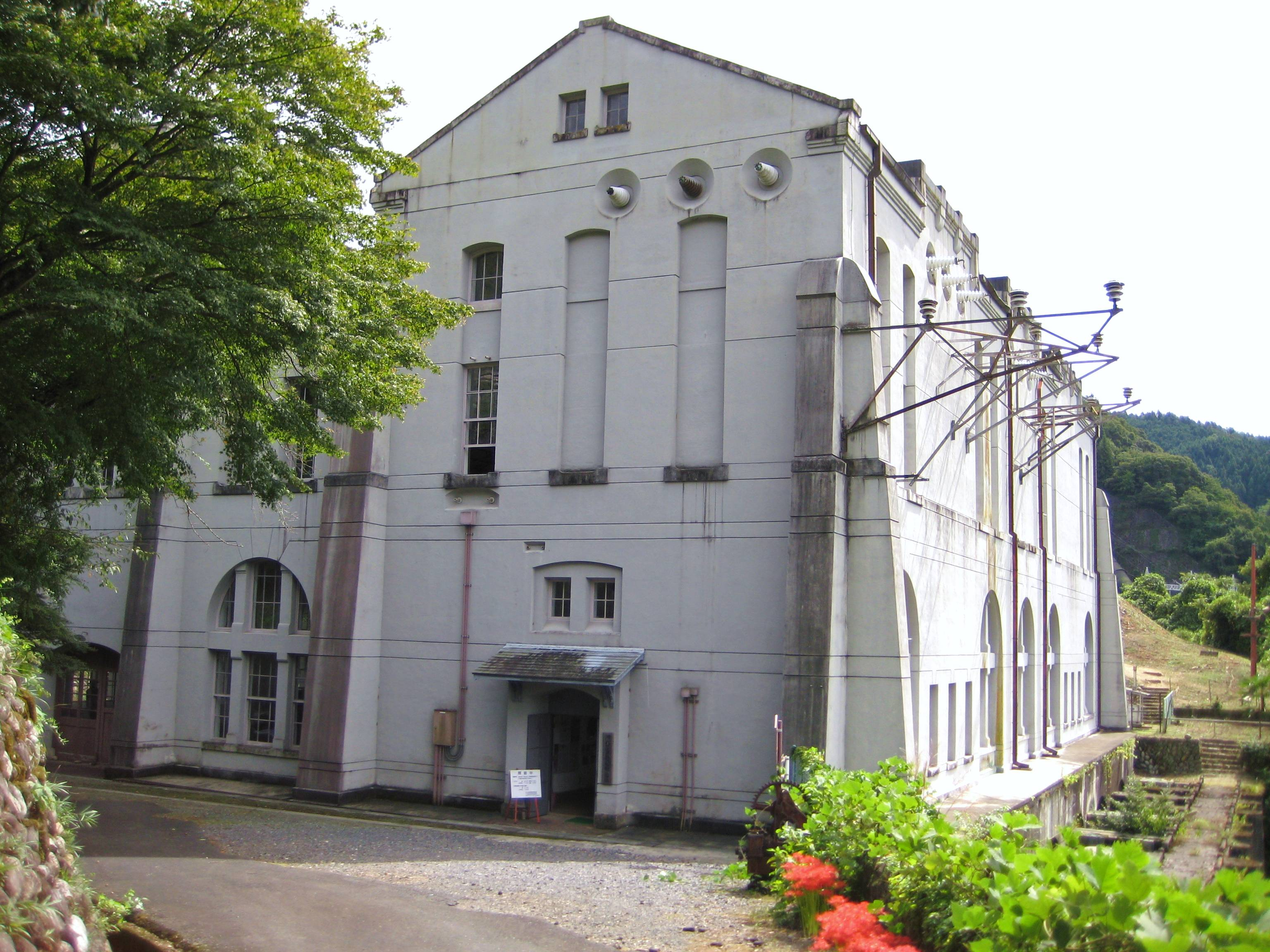
名古屋電力が着工、名古屋電灯が完成させた八百津発電所（現・旧八百津発電所資料館）

ただし実際の木曽川開発は、名古屋電灯とは別の系統に属する「名古屋電力株式会社」という電力会社が先行した。同社は、1897年（明治30年）に最初の水利権申請が行われた岐阜県加茂郡八百津町付近における水力発電計画に端を発する。加茂郡を地盤に衆議院議員に当選していた実業家兼松煕が参画したのを機に計画が進展するとともに大規模化し、名古屋財界の奥田正香や東京の資本家を巻き込んで資本金500万円の名古屋電力の創設となった。1906年10月の会社設立に先立って同社は八百津町における水利権を同年6月に取得し、1年半後の1908年1月に八百津発電所を着工した。また日本電力発起人総代関清英が1907年（明治40年）4月に取得していた、長野県西筑摩郡福島町（現・木曽郡木曽町福島）から駒ヶ根村（現・上松町）を経て大桑村野尻にいたる「駒ヶ根水力」の水利権を1908年3月に譲り受けた。
名古屋電力が八百津発電所の建設を進める一方で、名古屋電灯では実業家福澤桃介による株式買収が進んでいた。福澤は1906年以降、九州の広滝水力電気や福博電気軌道（いずれも九州電灯鉄道の母体で、名古屋電灯とともに後年東邦電力となる）、愛知県の豊橋電気などに関与し電気事業界に投資を広げつつあった。名古屋電灯の買収は1909年初めより手をつけて翌年までに最大株主となり、1909年7月顧問となったのを皮切りに相談役、取締役と進んで1910年5月には常務取締役のポストを獲得するにいたり、短期間のうちに会社の首脳部に食い込んだ。名古屋電灯に乗り込んだ福澤は、八百津発電所の工事を進める名古屋電力との合併交渉を取りまとめ、同年10月合併を実現させた。こうして名古屋電灯は、八百津発電所の工事を引き継いで1911年（明治44年）11月に運転を開始させるとともに、駒ヶ根水力の水利権も継承し、福島・駒ヶ根・大桑・読書・田立の5町村にまたがる木曽川水利権の確保に成功した。

### 臨時建設部設置
福澤桃介は名古屋電力との合併が成立した後名古屋電灯常務を辞任していたが、1913年（大正2年）1月に復帰。同年9月に社長であった加藤重三郎が辞任すると社長代理となり、翌1914年（大正13年）12月には後任社長に就任した。木曽電気製鉄の前身たる臨時建設部が名古屋電灯社内に設置されたのは、福澤が社長代理となった後の1914年2月1日のことである。当初は主任以下計4名という小さな組織であり、木曽川開発実施に向けた調査を担当した。
大正初期の名古屋電灯は、長良川・八百津両発電所の完成により供給力に余剰が生じ、大口需要家の獲得に奔走するという状況にあった。1914年10月には、福澤の発案により余剰電力5,000キロワットを利用した事業の検討を行っている。こうした供給過剰の状況は、1914年に第一次世界大戦が勃発して大戦景気を背景に電力需要が急増すると解消され、一転して供給力が不足するようになる。供給力確保のために火力発電所（熱田発電所、1915年9月運転開始）や八百津発電所の放水落差を活用した放水口発電所（1916年5月運転開始）の建設を緊急対策として実施したが、1917年（大正6年）上期時点では水力・火力あわせて約1万8,000キロワットの供給力をほとんど消化する状況で、実業界の活況からさらに3万キロワット近い新規需要が想定されていた。
こうした状況下にあった1916年（大正15年）2月、臨時建設部は部内に総務・電気・土木の3課を置いて組織を拡充し、水力開発を実行に移す。まず手がけたのは木曽川賤母発電所と矢作川串原仮発電所である。次いで木曽川大桑発電所の建設にも着手した。

### 流材問題の解決
名古屋電灯は1915年（大正4年）9月21日、木曽川全体の水力開発計画を取りまとめ、電気事業経営許可の変更を逓信省に申請した。しかし木曽川開発を実行に移すにあたって解決すべき問題として、木曽川の水運に対する補償問題が浮上した。
もともと木曽川は、上流域に広がる木曽御料林の木材輸送に古くから活用されていた（流材、「川狩り」と称す）。その手順を簡単に示すと以下のようになる。
1. 御料林で伐採した木材を、木曽川最上流や王滝川などの木曽川支流へと落とし、1本ずつ木曽川本流へと流す。これを「小谷狩り」と称す。
2. 木曽川本流でも引き続き木材を1本ずつ下流へと流す。これを中流の錦織（岐阜県）まで行う。木曽川本流と王滝川の合流点から錦織までの流材を「大川狩り」と称す。
3. 錦織でいかだを組み木曽川へと流し、最終的に白鳥（名古屋市）や桑名へと運搬する。

御料林を管理する帝室林野管理局では、明治末期に中央本線が開通（1911年全通）したのを期に、木材輸送を順次鉄道輸送へと切り替えて輸送方法の近代化を図る計画を立てていた。それでも明治末期に許可されていた木曽川における水力発電の水利権はすべて流材に配慮しており、使用水量が流材に支障がない程度に制限されていた。
1907年から翌年にかけて長野県当局が名古屋電灯などに対して木曽川の水利権を許可した際、帝室林野管理局は県当局が相談なく行ったことを抗議し、1913年4月には電気事業を所管する逓信省との間で今後の水利権許可にあたっては事前に協議することを協定した。これらの経緯から、名古屋電灯が1915年10月に許可済みの木曽川水利権について使用水量の増加を申請すると、帝室林野管理局から補償を要求された。名古屋電灯の申請は、水利権を確保していた駒ヶ根水力・大桑水力・田立水力の3地点（1910年7月の計画見直しにより旧駒ヶ根水力が分割され3地点となっていた）につき、1.3倍から2倍の使用水量増加を求めるものであった。これに対して帝室林野管理局は、河水引用区域周辺の御料林と中央本線とを繋ぐ森林鉄道23マイル（約37キロメートル）と陸揚げ施設の無償提供を求めた。流材問題の解決なしでは使用水量増加が受理され得ないことから、建設費100万円と見込まれた森林鉄道の提供を最終的に名古屋電灯は受け入れた。御料林流材問題の解決により、1917年に使用水量増加が許可されるに至った。
なお帝室林野管理局との問題が解決し、次いで木曽電気製鉄が発足した後も地元自治体との間には補償問題が残った。これについては1921年（大正10年）2月に、漁業への配慮、官民双方の木材運搬施設（森林鉄道・林道、陸揚げ施設など）の整備、景観保護などを長野県が水利権の附帯条件として命令し直し、会社側からは1922年以降26年間にわたり毎年3万円ずつ計78万円を関係町村に寄付する、という条件で折り合いがつき、解決へと向かった。

### 発電所建設

1920年における木曽川筋の発電所
竣工：八百津・賤母、建設中：大桑

#### 賤母発電所
1915年10月27日に木曽川3地点における使用水量増加を申請したのに続いて、名古屋電灯は計画の見直しを進めて1916年6月30日に引用地点の変更を申請した。この結果、木曽川の水利権は以下の4地点となった。
- 大桑第一水力：福島町字和合 - 大桑村字宮森
- 大桑第二水力：大桑村字和村 - 大桑村字野尻向
- 読書水力：大桑村字阿寺 - 読書村字沼田
- 賤母水力：吾妻村（現・南木曽町大字吾妻）字茅ヶ沢 - 山口村（現・岐阜県中津川市山口）字麻生

このうち最下流の賤母水力の水利権は、流材問題が解決する目処がついたため、森林鉄道敷設の条件付きで1917年3月3日付で許可された。そして同年8月、名古屋電灯は賤母発電所の建設に着手する。
賤母発電所は、吾妻村に木曽川を横断する堰堤を建設して取水し、全長4.9キロメートルの水路を開削して山口村にて出力1万2,600キロワットで発電を行う設計とされた。水車3台をイギリスのボービング (Boving)、発電機3台をアメリカのゼネラル・エレクトリック、変圧器をウェスティングハウス・エレクトリックからそれぞれ輸入したため、第一次大戦の混乱に巻き込まれて延着となったが、木曽電気製鉄への分離を経て、着工から約2年後の1919年（大正8年）7月11日より発電機1台の完成に伴い出力4,200キロワットで運転を開始し、11月1日より全面運転を始めた。賤母発電所の発生電力は、自社での使用および一部事業者への供給に当てられた一部を除いて、ほとんどが名古屋電灯へと供給された。なお竣工後取水量を変更したため増設工事が行われ、1922年（大正11年）3月に出力が1万4,700キロワットへと増強されている。

#### 大桑発電所他

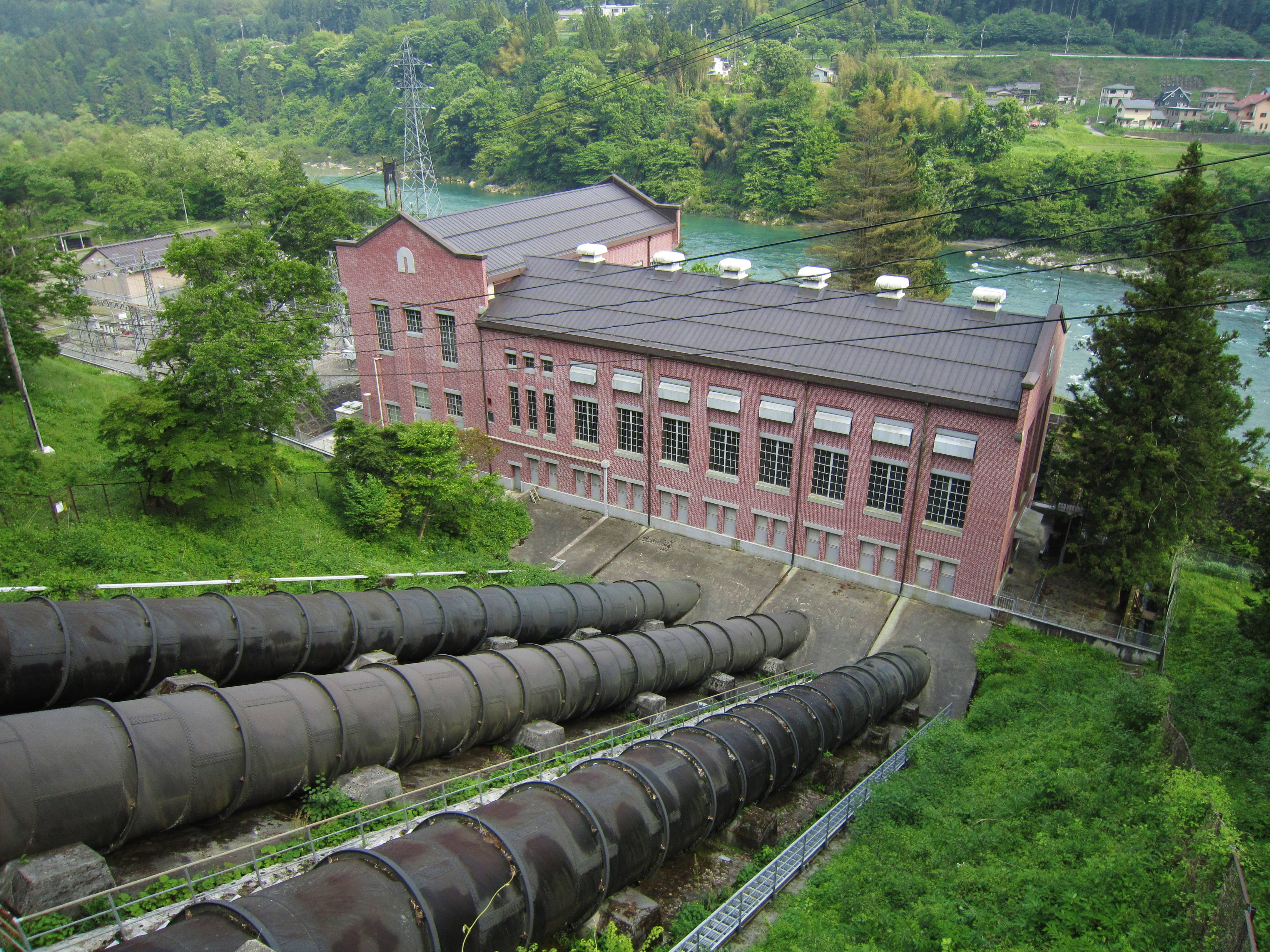
大桑発電所

1916年に申請していた大桑第一・同第二・読書・賤母4地点の水利権は、先に許可された賤母以外の3地点も1917年9月5日付で許可が下りた。このうち大桑第二水力を「大桑発電所」として翌1918年（大正7年）7月に工事許可を受けて、木曽電気製鉄発足後の同年10月に着工する。同発電所にはアリス・チャルマーズ製水車3台、ウェスティングハウス製発電機3台および変圧器が設置され、大同電力発足後の1921年8月11日より運転を開始した。出力は当初8,000キロワット、取水量増加により翌1922年9月以降は1万1000キロワットである。
大桑第一水力は水路が長すぎることから分割され上流側を「駒ヶ根水力」、下流側を「須原水力」とし、さらに景勝地寝覚の床が途中にあることから駒ヶ根水力も「寝覚水力」「桃山水力」に分割、計3地点とされた。読書とあわせていずれも大同電力発足後に着工された。まず須原発電所（9,200キロワット）が発足直後に着工され、翌1922年7月に竣工。続いて1922年3月読書発電所（よみかき、4万700キロワット）、同年8月桃山発電所（2万3100キロワット）が着工され、ともに翌1923年（大正12年）12月に竣工した。残る寝覚発電所（3万2600キロワット）は開発が延期されたため、15年後の1938年（昭和13年）9月運転開始である。
上記4地点の水利権申請に附帯して1916年6月、木曽川支流与川における水利権も申請していた。発電所工事に用いる電力を発電するためで、1917年4月に許可を受け、同年10月に与川発電所として竣工した。その後工事終了とともに発電を休止したが、大同電力時代に信美電力（後の木曽発電）へ水利権ごと移譲され、出力を240キロワットから1,760キロワットに変更した上で1927年（昭和2年）1月より再稼動した。

#### 串原発電所

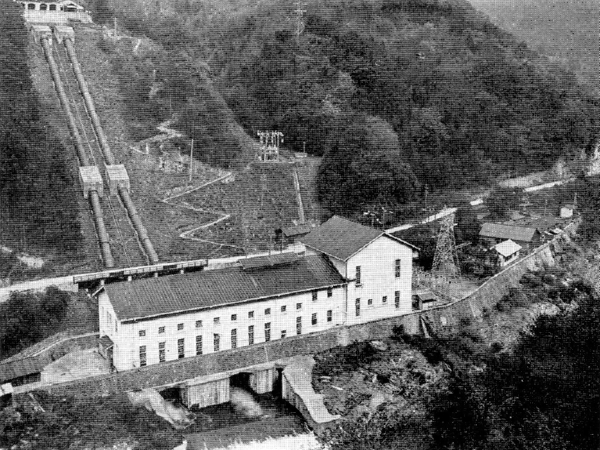
串原発電所

木曽川筋の発電所に先駆けて名古屋電灯では矢作川の串原発電所の建設を進めており、同発電所が臨時建設部最初の事業となった。所在地は岐阜県恵那郡串原村字釜井（現・恵那市串原）。
名古屋電灯が串原における水利権を申請したのは1915年9月である。第一次大戦下、電力需要の急増に対する処置を急いでいた同社は、水利権の許可が下りるのを待たずに1917年3月に仮発電所の工事許可を追加申請し、5月には未許可のまま仮発電所の建設に着手する。完成を急ぐために機械を発注・製作する時間をも省いて水車や発電機などは長良川発電所の予備機械を流用し、設計の簡略化と突貫工事も加えて工期短縮を図って、やや工事が遅れたものの1918年4月に仮発電所の落成に漕ぎ着けた。検査が終わり発電が可能となったのは同年6月4日のことである。とはいえ未許可で工事を始めたため途中で工事中止の命令を受け（1917年9月正式許可）、送電開始後も未完成の堰堤工事や水路修繕工事を繰り返す、という状態であった。仮発電所の出力は2,000キロワットで、木曽電気製鉄への分離後も発生電力全量を名古屋電灯を供給した。
仮発電所に続く本発電所の工事は、木曽電気製鉄発足後の1918年12月に開始された。当初計画では出力を4,600キロワットとする設計であったが、上流・下流側の水利権保有者から権利を譲り受けて発電所の有効落差を拡大したため、6,000キロワットに変更されている。工事許可の取得は翌1919年4月であり、この本発電所工事も未許可での着工であった。同年春に水車・発電機各2台を日立製作所に発注したものの納入が遅延するというトラブルがあったが、翌1920年（大正9年）12月21日、まず発電機1台の完成に伴い出力3,000キロワットで運転を開始した。別の機械の破損事故も発生したため全面竣工はさらに遅れ、6,0000キロワットでの運転開始は大同電力発足直前の1921年（大正10年）2月18日からとなった。本発電所の完成に伴い仮発電所は同年3月1日付で廃止された。

#### 送電網の整備

送電網の概略図（1921年時点）

以上の発電所建設とともに、変電所や送電線の建設も進行していた。変電所のうちまず建設されたのが、串原仮発電所の電力を受け入れるための六郷変電所である。同変電所は名古屋市北区八龍町（旧六郷村）に建設され、串原仮発電所から77キロボルト送電線を架設して1918年6月より運転を開始した。その後1921年2月、本発電所の建設にあわせて名古屋市瑞穂区石田町に瑞穂変電所を新設、串原発電所から瑞穂変電所まで同じく77キロボルト送電線を整備している。
木曽川の発電所からは六郷変電所へと送電された。まず1919年7月、賤母発電所建設にあわせて賤母発電所から既設線に接続する瑞浪開閉所まで77キロボルト送電線が完成。1921年8月には大桑発電所の建設に伴って同発電所から賤母送電線に接続する中津開閉所までの送電線も完成し、それぞれ六郷変電所への送電に使用された。

### 大同電力への道筋
1918年に串原仮発電所が完成し、引き続き賤母発電所が工事中、大桑発電所が準備工事中であったところ、名古屋電灯臨時建設部は卸売り専門の別会社として名古屋電灯本体は小売りに専念するのが有利であるとの見地から、1918年9月に新設された木曽電気製鉄（木曽電気興業）へと移された。建設期間が長くその間の環境変化も予想される大規模水力開発事業は、安定的な経営が期待される従来の名古屋電灯とは事業の性格が異なる、というのが分割の理由であった。ただ、社長の福澤が後年語るところによれば、名古屋市が名古屋電灯と結んでいた報償契約に基づいて将来的に名古屋電灯を買収する際、あわせて水利権も買収するのを防ぐための分離であったという。

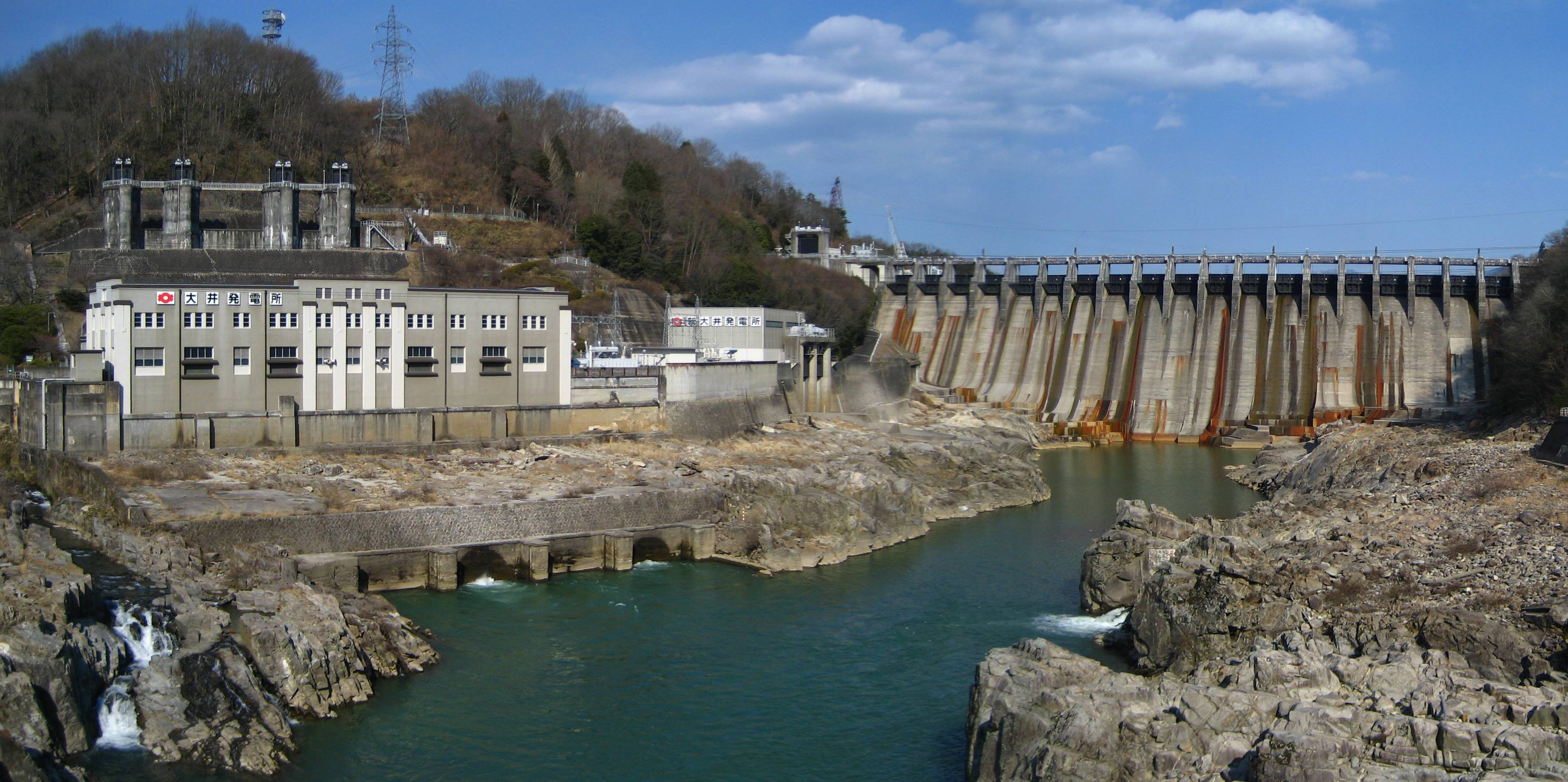
大井ダムと大井発電所

木曽電気製鉄は、発足にあわせて名古屋電灯から木曽川筋大桑第一・同第二・読書・賤母・与川および矢作川筋串原の計6地点における水利権を継承するとともに、新規水利権の出願権もあわせて引き継いだ。名古屋電灯は臨時建設部を設置した1914年以降、木曽川における水利権を相次いで申請しており、その許可促進に向けた運動も木曽電気製鉄の仕事となったのである。水利権の申請は以下の8地点に及ぶ。出願時点ではいずれも水路式発電所の計画であったが、実際にはダム式・ダム水路式で竣工した場所もある。
- 1914年4月出願：落合水力・笠置水力
- 1914年8月出願：王滝川第一水力・同第二水力・西野川水力
- 1916年11月出願：大井水力・錦津水力
- 1917年12月出願：今渡水力

これら水利権申請中の発電所出力は合計10万キロワットに及び、大戦景気により電力需要が急増したとしても名古屋地方での需要に見合うものではなく、単独で消化できないのは明白であった。そこで深刻な供給不足に陥っていた関西地方への販売を目指し、まず関西の京阪電気鉄道との間で交渉をもち、1919年折半出資による大阪送電株式会社の設立計画を取りまとめた。同社が元となり大同電力が発足するのは前述の通りである。
大阪送電発足後の1920年3月、岐阜県内にある落合・大井・笠置・錦津・今渡の5地点に対する水利権許可が先行して下りた。そのまま1921年2月の大同電力発足を迎えたため、木曽電気興業の時代までに許可を得た水利権は、名古屋電灯引継ぎの6地点に上記5地点を加えた計11地点となった。この時点では未許可のままであった長野県側の3地点（王滝川第一・同第二・西野川各水力）についての水利権許可は、大同電力発足後1925年4月に下りている。これらの場所は大井発電所をはじめ大同電力の手によって順次開発されていくことになるが、一部に1939年（昭和14年）の大同電力解散まで手を着けらず計画のみで終わったものもある。

## 電気製鉄事業の展開
以下、木曽電気製鉄（木曽電気興業）が手がけた電気製鉄事業および鉄鋼事業について、前身の名古屋電灯製鉄部時代から記述する。こちらでは大同電力発足後数年間の動向も補足する。

### 電気製鉄の企画

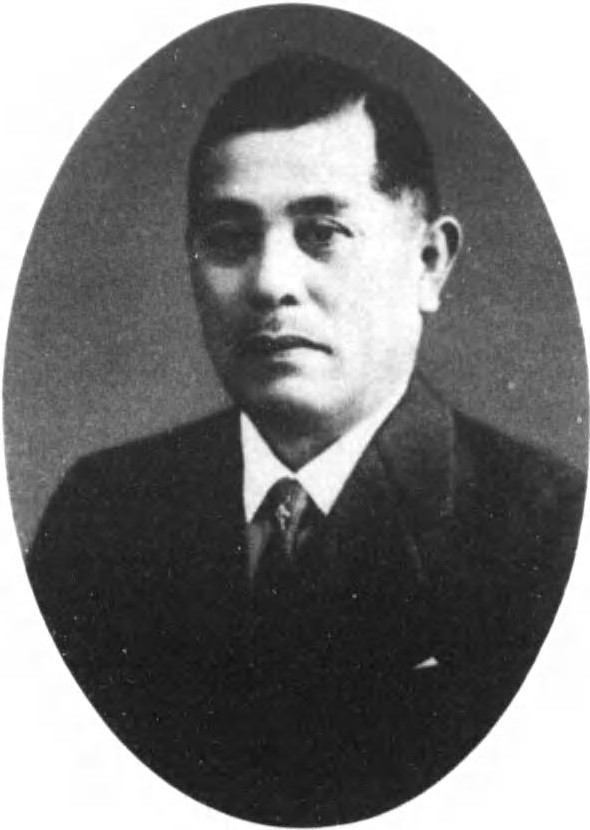
寒川恒貞

1887年（明治20年）の釜石鉱山田中製鉄所創業により始まった日本の近代製鉄は、1901年（明治34年）に官営八幡製鉄所が操業開始したことでより本格化し日露戦争を期に発展をみせたが、民間製鉄所は前述の田中製鉄所など数か所、生産高は国内生産高の4分の1程度を占めるのみで、主に官営製鉄所主導であった。しかし1914年（大正3年）に第一次世界大戦が勃発すると、鋼材需要の激増に触発されて後発の民間鉄鋼業者も相次いで勃興し、1914年から1919年（大正8年）までの5年間に20近い民間製鉄所が操業を開始する。そして銑鉄の生産高は1913年（大正2年）の24万トンから1919年には3倍増の78万トンへと伸長し、同時に民間工場の生産高は国内生産高のうち64%を占めるまでになった。
鉄鋼業が伸長したこの時期、スウェーデン・ノルウェー・アメリカ合衆国など欧米において実用化されつつあった製鉄法（製銑法）が「電気製鉄」（電気製銑）であった。電気製鉄とは、鉄鉱石を還元して銑鉄を取り出す際に電気炉を用いる方法である。一般的に行われていた高炉（溶鉱炉）による製鉄法では、鉱石の加熱にコークスないし木炭を使用するが、電気製鉄ではこれを電力による加熱に代える。還元に必要な炭素を供給するため電気製鉄でもコークスないし木炭は必要であるが、加熱に使用しない分高炉法に比べて使用量を1/3に圧縮できる。他にも電気製鉄法は高炉法に比して、鉱石の大小を問わない、コークス・木炭の使用量が少ないため銑鉄中の不純物が少ない、操業が容易、建設費が最大1/2程度と安い、といったメリットがあった。ただ前提として電力が廉価である必要があった。この新規事業である電気製鉄を、名古屋電灯は1917年（大正6年）より日本で初めて導入する。
電気製鉄に先立って、名古屋電灯では電気炉によるフェロアロイ（合金鉄）の製造事業に取り組んでいた。明治末期に長良川・八百津両発電所を建設して抱えていた余剰電力のうち5,000キロワットの消化策としてフェロアロイ製造に乗り出し、社内に設置していた製鋼部を分離して1916年（大正5年）8月に株式会社電気製鋼所を設立していたのである。大戦を契機に鉄鋼業が発達するにつれてフェロアロイの需要も伸長、それに呼応して各地でフェロアロイメーカーの設立が相次ぐ最中であり、電気製鋼所は開業早々1割の配当をなすなど好業績を挙げるという滑り出しであった。
電気製鉄の実用化は電気製鋼所の好スタートに触発されたためでもあったが、木曽川の水利権問題も背景にあった。名古屋電灯が1916年に申請した木曽川筋4地点の水利権のうち、1917年3月3日付で許可されたのが賤母発電所（1万2,600キロワット）だけであったのは、この時点ではまだ他の3地点（大桑第一・大桑第二・読書、出力計5万8,300キロワット）の出力に見合う供給先を提示できていないためであった。当時の逓信省は水利権の転売を防ぐ目的で起業の確実性を確認した上で許可を出す方針としていたため、名古屋方面での需要に見合う賤母発電所のみ許可されたのである。余剰分については、名古屋電灯が1915年9月に木曽川全体の水力開発計画を立案した際には関西方面へと送電する予定で、実際に関西の電力会社大阪電灯・宇治川電気との間で電力需給契約の締結を目指していたが、交渉はまとまっていなかった。大阪送電計画が具体化しない中で、水利権獲得を目指す名古屋電灯が着目したのが電気製鉄であった。
名古屋電灯は顧問の寒川恒貞が電気製鉄の企画をまとめ、賤母発電所許可直後の1917年3月31日に早くも電気製鉄を盛り込んだ起業目論見書を逓信省に申請した。寒川によれば、折からの鉄鋼不足と国外での実用化が始まっていたことを踏まえての企画であったという。申請中の発電所3か所の出力5万8,300キロワットのうち4万キロワットを電気製鉄にあて、残りを賤母発電所とあわせて名古屋方面へ送電する、という構想であった。製鉄事業が推奨されていた時局柄、電気製鉄を事業目的に加えることで、1917年9月に残り3地点の水利権も獲得に成功した。

### 操業開始と挫折
名古屋電灯は1917年6月、社内に「製鉄部」を設置し電気製鉄の研究を開始。同時に名古屋市南区東築地5号地（現・港区竜宮町）において工場建設に着手し、付近の南陽館に仮事務所を開設した。この工場建設地に隣接する6号地（現・港区大江町）にも工場用地を確保しており、将来的には5号地の一角から全域、そして6号地へと拡大し、一大製鉄所として発展させていく計画であった。木曽電気製鉄設立時の計画大要には、製銑用電気炉7基を設ける製銑工場、コークスおよび電気炉用電極・耐火煉瓦を製造する附帯工場、銑鉄をもとに鋼を製造する製鋼工場、製鋼工場からの鋼塊を圧延ないし鋳造・鍛造して製品を製造する製品工場からなる製鉄所を建設し、軍需向けおよび造船・建築用の鋼材を生産する、と記された。
事業の準備中に、化学工業は電気事業に比べて事業の浮沈が多く性格が異なることから、電源開発部門と同様に名古屋電灯から分離する方針が立てられた。そして1918年9月8日、木曽電気製鉄の発足により名古屋電灯製鉄部は同社に継承された。同社の設立趣意書によれば、将来的な石炭資源の涸渇に備えて実用化されつつある電気製鉄事業を起こし、木曽川の水力を開発してその電力をもって操業、余剰電力も一般用に供給して「聊カ国家ニ貢献スル」ことを事業の目的として強調した。また、製鉄部などの譲渡を決議するために先立って同年2月に開かれた名古屋電灯臨時株主総会では、社長の福澤桃介が電気製鉄事業の意義を、木曽川の発電所群が完成した際に見込まれる余剰電力の受け皿である、と説明していた。
木曽電気製鉄の発足当日（創立総会当日）、5号地の工場では2,000キロワット電気製銑炉の火入れ式が挙行された。最初の運転結果は良好で、多量の銑鉄が生産できた。世間の耳目を集める電気製銑事業に成功したということで工場の操業は勢いづいたが、それも束の間、折からの電力不足で作業の中断を余儀なくされてしまう。電力事情が好転したならば再開するはずであったが、第一次大戦終結の影響を受けた鉄鋼需要の減少、輸入銑鉄の流入などで銑鉄市況が低落傾向となり、加えて技術上の問題も発生したため事業継続が困難な状況に追い込まれた。1919年（大正8年）1月、120キロボルトアンペア合金炉1基を設置しフェロマンガンの製造を始めたものの、これも電力不足のために4月半ばから作業中止となった。このような会社の看板である電気製鉄事業の誤算について、1919年4月に開催された会社設立後最初の株主総会では、創立当時の役員の説明に反するとして一部の株主から批判が出たという。

### 事業転換から大同製鋼へ
電気製銑を中止した木曽電気製鉄（木曽電気興業）は、変化した鉄鋼業界の情勢を踏まえて調査研究を行い、鋳鋼部門への事業転換を決定した。そして1920年（大正9年）6月、鋳鋼事業へと切り替えるための事業認可申請を当局に提出し、正式に電気製鉄事業を断念した。同年7月19日、工場で1.5トンアーク式電気炉の火入れ式を挙行し鋳鋼の生産を開始。電気製銑とは異なって鋳鋼生産は軌道に乗り、やがて鋳鋼品の販路も順調に拡大して、海軍や鉄道省関連の鋼材も受注するようになった。ただし鋳鋼品は1918年2月から先行して電気製鋼所が生産していた品目であり、陸海軍や鉄道省への納入も行っていた点も同様である。
1921年2月の大同電力発足に伴い、木曽電気興業の鋳鋼工場は「大同電力名古屋製鉄所」に改称された。このとき大同電力は旧日本水力から福井県の硫安工場も引き継ぎ武生工場としたが、本業の電力事業とは事業状況が異なることから早々に分離方針が立てられ、同年11月17日付で名古屋製鉄所を引き継いで大同製鋼株式会社、武生工場を引き継いで大同肥料株式会社の2社がそれぞれ発足した。
新会社「大同製鋼」は発足翌年の1922年（大正11年）7月、電気製鋼所の事業のうち鉄鋼部門を引き継ぎ、株式会社大同電気製鋼所へと社名を変更した（電気製鋼所は木曽川電力に改称）。以降同社は順次事業を拡大し、1938年6月には社名を元の大同製鋼へと改称。第二次世界大戦後の1950年（昭和25年）、大同製鋼は企業再建整備法に基づき後継会社に事業を譲って解散したが、このとき設立された新大同製鋼という会社が現在の大同特殊鋼に繋がっている。

## 関連会社串原電灯
木曽電気製鉄（木曽電気興業）には、関連会社として串原電灯株式会社が存在した。
木曽電気製鉄は串原発電所の建設に際し、発電所が立地する串原村（岐阜県恵那郡、現・恵那市串原）の村民から電灯を供給するよう希望を受けた。これが串原電灯の発端で、会社側は村民との折衝の結果1919年（大正8年）5月代表者と契約を締結。実際の供給にあたっては別会社串原電灯を起こす方針を立て別途電気事業経営を申請し、1920年（大正9年）4月20日資本金3万円で名古屋市に串原電灯を設立した。串原電灯は同年5月4日事業許可を得、5月24日より事業を開始している。
串原電灯の供給区域は串原村のうち11字で、木曽電気興業から受電した。その後、串原村に隣接する旭村大字牛地（愛知県東加茂郡、現・豊田市牛地町）の住民からも供給要求を受けたため、1920年6月に関係者と契約を交わし、翌1921年（大正10年）1月までに同地区における配電工事を完成させた。この間木曽電気興業では、発電所周辺への供給事業を別会社とせず直営として起業の手間を省く方針に転換したため、串原電灯の事業全部を1万5494円30銭で買収するという契約を同社と締結した。1920年12月13日に事業譲渡が逓信省から認可され、同日付で串原電灯は解散した。

## 年表
- 1914年（大正3年）
  - 2月1日 - 名古屋電灯臨時建設部発足[30]。
- 1917年（大正6年）
  - 5月 - 串原仮発電所着工[52]。
  - 6月 - 名古屋電灯製鉄部発足[7]。
  - 8月 - 賤母発電所着工[41]。
- 1918年（大正7年）
  - 6月4日 - 串原仮発電所運転開始[53]。
  - 9月8日 - 木曽電気製鉄株式会社設立、名古屋電灯から臨時建設部・製鉄部を引き継ぐ[4][5]。資本金1700万円[1]。同日電気製銑炉稼動[7]。
  - 10月 - 大桑発電所着工[44]。
  - 12月 - 串原発電所着工[52]。
- 1919年（大正8年）
  - 7月11日 - 賤母発電所一部運転開始（出力4,200キロワット）[11]。
  - 7月24日 - 東築地土地株式会社を合併（合併に伴う増資100万円）[16]。
  - 10月20日 - 木曽電気興業株式会社に社名変更[11][12]。
  - 11月1日 - 賤母発電所全面運転開始（出力1万2,600キロワット）[13]。
  - 11月8日 - 大阪送電株式会社を設立[14]。
- 1920年（大正9年）
  - 1月28日 - 大正土地株式会社を合併（合併に伴う増資60万円）[18]。
  - 4月20日 - 串原電灯株式会社を設立[75]。
  - 7月19日 - 鋳鋼用電気炉稼動[69]。
  - 11月8日 - 大阪送電との合併を議決[20]。
  - 12月21日 - 串原発電所一部運転開始（出力3,000キロワット）[54]。
  - 12月23日 - 串原電灯から事業を買収[77]、串原電灯は解散[78]。
- 1921年（大正10年）
  - 2月18日 - 串原発電所全面運転開始（出力6,000キロワット）[55]。
  - 2月25日 - 大阪送電へ日本水力とともに合併、大同電力株式会社発足[20]。木曽電気興業は解散[2]。
  - 3月1日 - 串原仮発電所廃止[56]。
  - 8月11日 - 大桑発電所運転開始（出力8,000キロワット）[45][46]。
  - 11月17日 - 大同電力から鉄鋼部門が独立し大同製鋼（初代）発足[71]。

## 人物

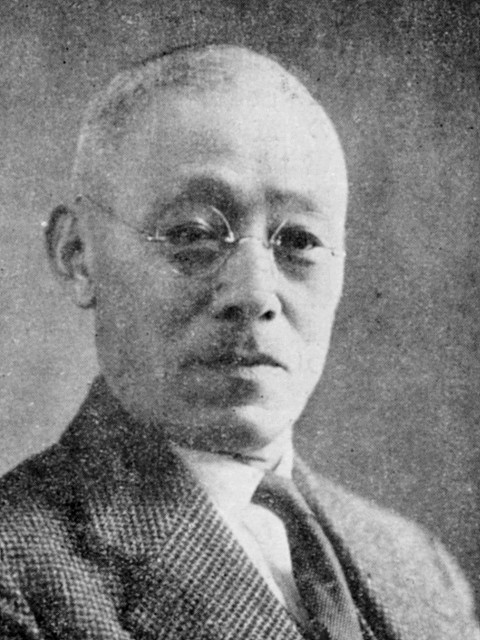
常務取締役増田次郎

1918年9月8日、木曽電気製鉄創立総会において選任された役員は以下の通り。
- 取締役社長：福澤桃介 - 名古屋電灯取締役社長[9]。
- 取締役副社長：下出民義 - 名古屋電灯取締役副社長[9]。
- 常務取締役：
  - 角田正喬 - 名古屋電灯取締役兼支配人[9]。
  - 増田次郎 - 後藤新平の秘書で元衆議院議員[79]。会社設立前から帝室林野管理局との交渉を担当[80]。
  - 三根正亮 - 元鉄道院東京鉄道管理局電気課長[81]。
- 取締役：
  - 木村又三郎 - 名古屋電灯取締役[9]。名古屋市の株式仲買人（屋号「銭小」）[82]。
  - 富田重助 - 名古屋電灯取締役[9]。名古屋市の有力実業家（屋号「紅葉屋」）で[83]、他に名古屋電気鉄道社長等を務める[84]。
  - 渡邊龍夫 - 名古屋電灯監査役[9]。愛知県会議員・名古屋市会議員[85]。
  - 成瀬正行 - 神戸市において船具・機械商「成興商会」を営む。十五銀行副頭取成瀬正恭の弟[86]。
  - 伊丹二郎 - 元日本郵船専務取締役[87]。貴族院議員伊丹春雄の弟[88]。
- 監査役：
  - 八木平兵衛 - 名古屋市の太物商[89]。
  - 藍川清成 - 名古屋市の弁護士で[90]、他に愛知電気鉄道社長を務める[91]。愛知県会議員・名古屋市会議員[92]。
  - 手島鍬司 - 愛知県岡崎市の実業家[93]。愛知県会議員[94]。
  - 田辺勉吉 - 久原鉱業在籍。貴族院議員田辺輝実の長男[95]。
  - 志立鉄次郎 - 元日本興業銀行総裁。福澤桃介とは相婿の関係[96]。志立のみ1920年2月辞任[97]

これらの役員のうち、後身の大同電力でも役員を務めたのは、福澤桃介（代表取締役社長）、増田次郎（常務取締役）、三根正亮（同）、下出民義（取締役）、角田正喬（同）、木村又三郎（同）、渡辺竜夫（同）、八木平兵衛（同）、成瀬正行（同）、伊丹二郎（監査役）、藍川清成（同）の11名である。
常務の増田次郎は東京支店長を兼ねる。支配人は後に大同電力副社長となる村瀬末一が務めた。また社内には庶務・商務・電気・土木の4課があり、後に大同電力取締役となる斎藤直武が商務課長、藤波収が電気課長であった。